# Advanced Engineering Materials
Advanced Engineering Materials (abrégé en Adv. Eng. Mater.) est une revue scientifique à comité de lecture. Ce mensuel publie des articles de recherches originales dans le domaine de la structure des matériaux.
D'après le Journal Citation Reports, le facteur d'impact de ce journal était de 3,6 en 2022. Actuellement, le directeur de publication est Sandra Kalveram.
Le journal est publié par trois sociétés européennes des matériaux :
- Deutsche Gesellschaft für Materialkunde (DGM)[3]
- Société Française de Métallurgie et de Matériaux (SF2M)[4]
- Schweizerischen Verbandes für Materialwissenschaft und Technologie (SVMT)[5]